# Enoplotrupes sharpi
Enoplotrupes sharpi es una especie de coleóptero de la familia Geotrupidae. Habita en Tailandia.